# Амапа
Амапа́ (порт. Amapá) — штат Бразилії, розташований у Північному регіоні. Його площа становить 142 тис. км² (18-тий), населення — 669,6 тис. (26-тий, найменший штат Бразилії). Штат розташований біля гирла річки Амазонка, майже повністю вкритий тропічним лісом. Амапа була сформована як федеральна територія у 1943 та як штат у 1988 році. Столиця та найбільше місто штату — Макапа, скорочена назва штату «AP».
Штат має форму ромба, межує на півночі з Суринамом і Французькою Гвіаною (вздовж р. Ояпок), на півдні та заході — зі штатом Пара. На сході штату — узбережжя Атлантичного океану.
Територія Амапи займає північно-східну частину Амазонської низини, покрита більш ніж на 90 % тропічним дощовим лісом, практично не зачеплений діяльністю людини. Близько 40 % території належить басейну Амазонки, інші річки впадають в Атлантичний океан.
Найвища точка — хребет Тумук-Умак (Серра-Тумукумаки), що на кордоні з Суринамом й Французькою Гвіаною (висота над рівнем моря — 701 м) на території національного парку Тумукумаки.

## Клімат
Територію штату перетинає екватор, клімат — типовий екваторіальний, без сухого сезону, кількість опадів щомісяця — не менше 35 мм. Відносно сухий сезон наступає в серпні-листопаді (не більше 100 мм у місяць), у січні-травні випадає 300—400 мм, за рік — понад 2500 мм. Середньомісячна температура в Макапі — від +25,7°C у лютому до +27,9 °C у жовтні. Уночі температура не падає нижче +20 °C, вдень — не перевищує +35 °C, у районах на узбережжі океану різниця нічних та денних температур становить всього декілька градусів.